# 唐·哈珀-纳尔逊
唐·哈珀-纳尔逊（英語：Dawn Harper-Nelson，1984年5月13日—）原名唐·哈珀（英語：Dawn Harper），生于伊利诺伊州东圣路易斯，是一名美国女子田径运动员，主攻100米栏。哈珀曾在加利福尼亚大学洛杉矶分校修读心理学，并于2006年获得学士学位。2008年，她在北京奥运上获得女子100米栏金牌，之后时任伊利诺伊州州长罗德·布拉戈耶维奇宣布将10月6日定为“唐·哈珀日”，以纪念她取得的成就。2013年，哈珀正式结婚，结婚后她改名为“唐·哈珀-纳尔逊”。